# Уальпен
Уальпен (ісп. Hualpén) — місто в Чилі. Адміністративний центр однойменної комуни. Населення — 85 928 осіб (2002). Місто і комуна входить до складу провінції Консепсьйон і регіону Біобіо. Місто є складовою міської агломерації Великий Консепсьйон.
Територія комуни — 53,5 км². Чисельність населення - 87 578 осіб (2007). Щільність населення - 1636,97 чол./км².

## Розташування
Місто розташоване за 6 км північно-західніше адміністративного центру області міста Консепсьйон.
Комуна межує:
- на півночі - з комуною Талькауано;
- на сході — з комуною Консепсьйон;
- на півдні - з комуною Сан-Педро-де-ла-Пас.

На заході комуни розташований Тихий океан.

## Демографія
Згідно з даними, зібраними під час перепису Національним інститутом статистики, населення комуни становить 87 578 осіб, з яких 43 357 чоловіків та 44 221 жінка.
Населення комуни становить 4,42% від загальної чисельності населення регіону Біобіо. 1,15% належить до сільського населення і 98,85% - міське населення.